# Värmdö

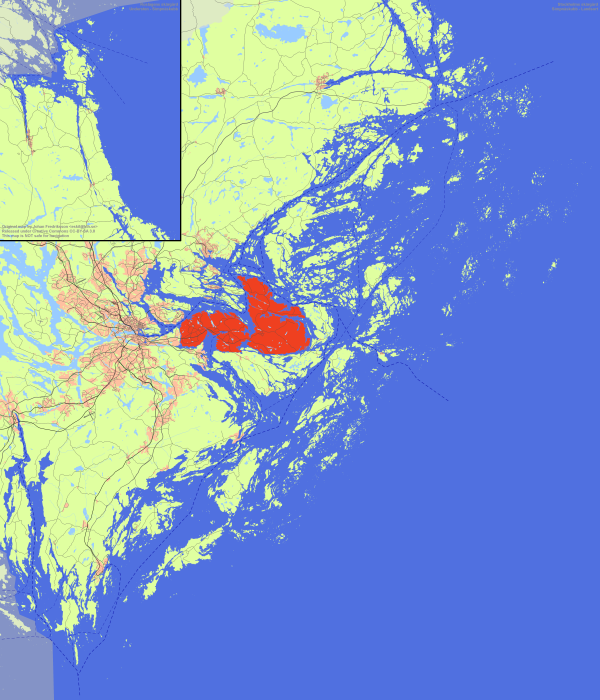
Värmdös läge i Stockholms skärgård.

Värmdö eller Värmdön är en ö belägen i Stockholms inre skärgård, i landskapet Uppland. 
Värmdö är Sveriges sjätte största ö (efter Gotland, Öland, Södertörn-Nacka, Orust och Hisingen). Dess yta är 180 km². Största delen av ön, och alla mindre öar öster därom, ligger inom Värmdö kommun. Den västligaste delen av Värmdön ligger i Nacka kommun. Värmdö finns skriftligt omnämnt första gången 1314. På norra Värmdön finns bland annat Värmdö kyrka och Siggesta gård med anor från 1300-talet liksom Fredriksborgs fästning som var rikets starkaste fästning 1735 och skyddade Oxdjupet. Gustavsbergs porslinsfabrik växte fram på 1820-talet. Efter 1800-talets mitt började borgerskapet från Stockholm söka sig ut till Värmdö som sommargäster och för seglaräventyr. Längs ångbåtslederna byggdes rikt utsmyckade sommarvillor. De första sommarvillorna uppfördes på Norra Lagnö, vid Lindalssundet, i skärgårdsbyarna Stavsnäs och Sandhamn.

## Geografi

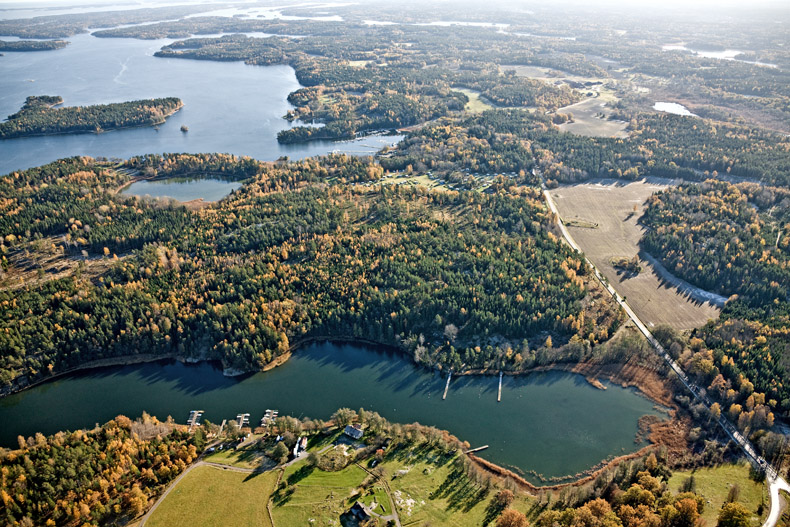
Siggesta gård vid Värmdö kyrka.

Ön består av tre landområden som binds samman av smala näs. Värmdölandet är den östligaste och till ytan största delen. Värmdölandet förbinds med Farstalandet i Ålstäket. Norr och väster om Farstaviken och Ösbyträsk ligger Ormingelandet. Ytterligare två öar, Ingarö och Fågelbrolandet, åtskiljs från Värmdö av kanaler eller smala sund.

## Tätorter

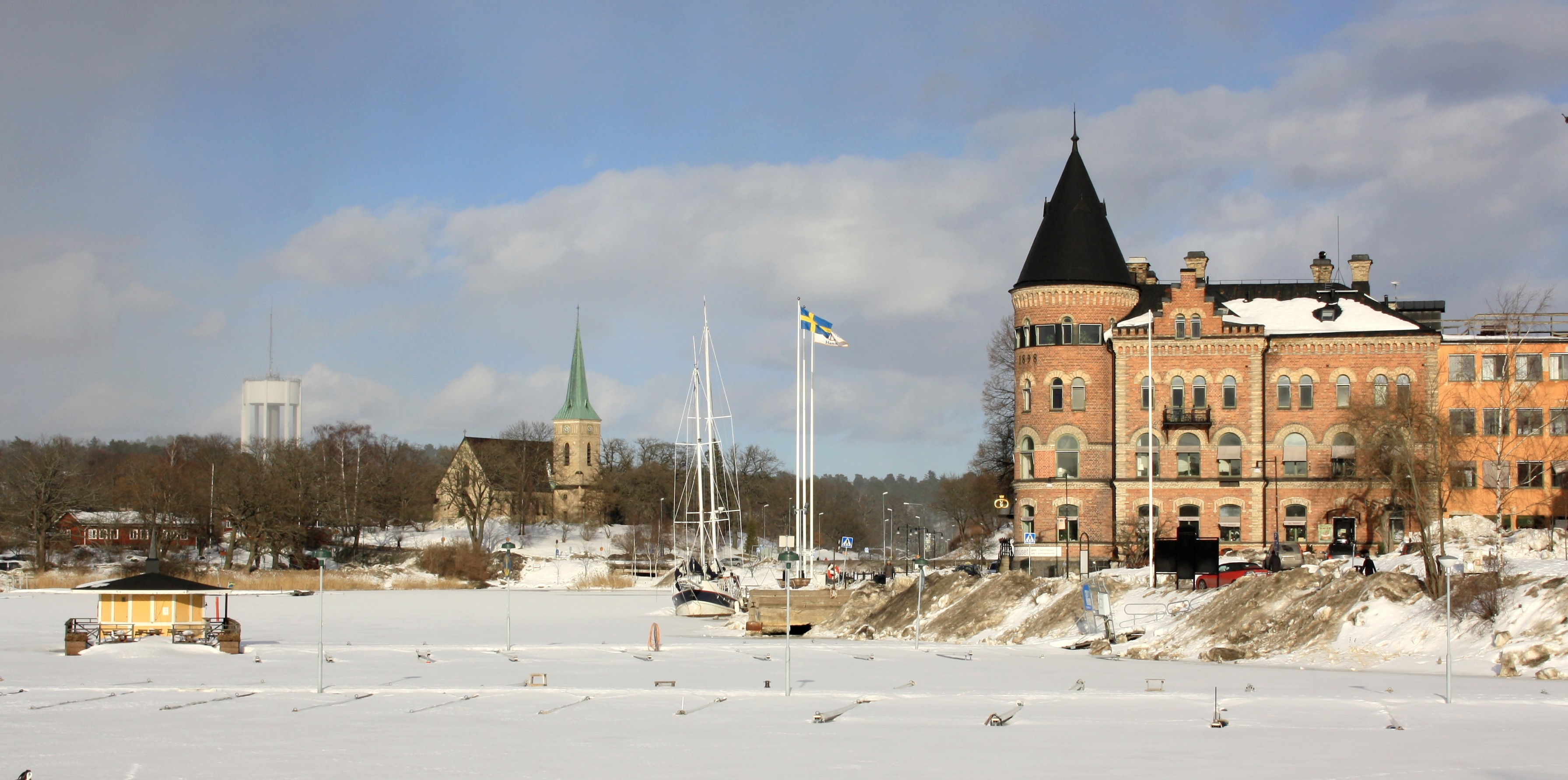
Gustavsbergs hamn med kyrka och vattentorn i bakgrunden.

I Nacka kommun ligger det mesta av bebyggelsen i den tidigare tätorten Boo, numera en del av tätorten Stockholm, medan i Värmdö kommun är tätorten Gustavsberg störst. Den omfattar numera också Hemmesta. 
På Värmdö söder om Gustavsberg ligger konsthallen Artipelag.

## Kända personer från Värmdö

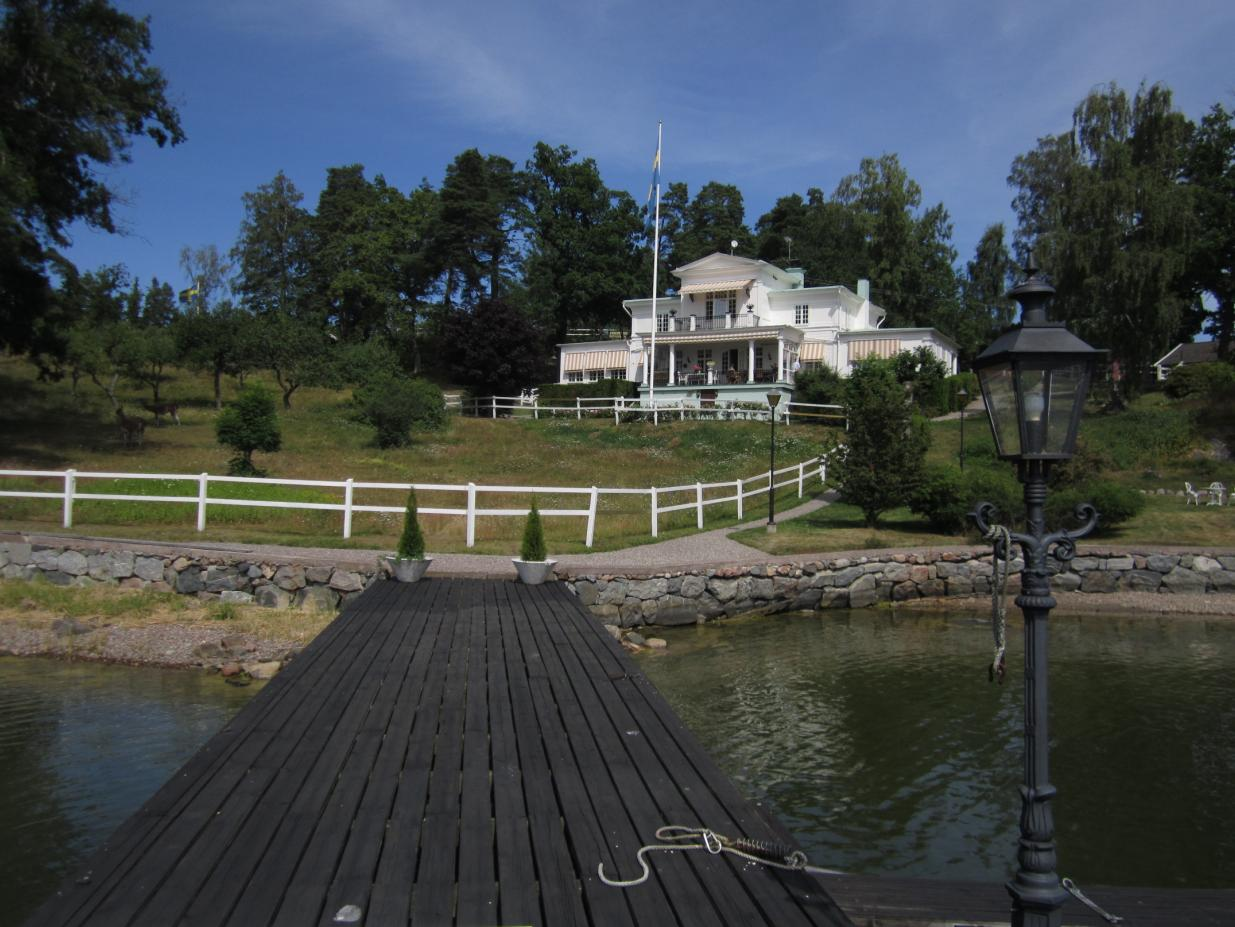
Wallmanska gården på Värmdö 2014.

- Carl Cederström (flygbaronen)
- Jonas Karlsson
- Monty
- Popgruppen Noice
- Felix Sandman
- Christina Schollin
- Anna Skipper
- Niclas och Pernilla Wahlgren
- Hasse Wallman
- Anders Öfvergård